# Манипур
Манипур је савезна држава Индије са површином од 22.327km² и 2.388.634 становника (стање: 1. јан. 2001). Налази се на североистоку Индије. Граничи са индијским државама Нагаландом на северу, Мизорамом на југу, Асамом на западу. Граничи са Мјанмаром на истоку. Меитеи су највећа етничка група, а њихов језик манипури је службени од 1992. Манипур се сматра осетљивом граничном државом. Странци морају имати специјалну дозволу да би ушли у Манипур. Те дозволе вреде само 10 дана и издају се организованим туристичким групама.
Главни град је Импал.

## Историја
Манипур и Асам су били укључени у спорове са Бурмом и Тајландом. Када је Бурма извршила инвазију Тајланда у 19. веку, Манипур је то искористио и ушао дубоко у територију Бурме. То је изазвало бурманску инвазију Манипура и Асама, па је увукло у рат Британце, који су владали оближњим Бенгалом. Британци су интервенисали, победили Бурму и заузелки Асам, а Манипур ставили под контролу 1891.
Током Другог светског рата Манипур је био поприште жестоких битака јапанских и савезничких трупа. То је било најдаље докле су Јапанци дошли у свом напредовању. На страни Јапанаца се борила Индијска национална армија под командом Субаса Бозеа. Јапанци и њихови индијски савезници су потучени пре Импала. Нису успели ући у Импал, а то је представљало једну од прекретница у рату. Током проглашења индијске независности Манипур је постао најпре независно краљевство. Краљ Махараџа Будачандра је започео процес демократизације. Краљ је 1949. прихватио да Манипур буде део Индије. Од 1956. Манипур се сматра савезном територијом, а од 1972. државом у Индији

## Проблеми у Манипуру
Постоје три главне етничке групе у Манипуру. Меитеи представљају етничку групу, која чини већину у долини Манипур. Понекад се за њих каже да су Манипури. Седам племена припадају Меитеима. Има 29 племена на брдима и подељени су на две главне групе Нагасе и Куку-Чинсе. Унутар самог Манипура постоје међуетнички проблеми. Посебно између Меитеиа из долине и Нагаса са брда. 
Постоји неколико мањих проблема око одређивања границе са Мјанмаром (пријашњом Бурмом). Дуго је постојао захтев да манипури постане службени језик. То је одобрено тек 1992. Дуго времена један од великих проблема је био проблем историјске Кангла палате. То је била палата старих владара Манипура. Заузели су је били Британци 1891, а касније паравојна група Асамске пушке. Кангла палата је коначно 2004. враћена Манипуру.

## Друге чињенице
- Игра поло потиче из Манипура. Британски војници су модификовали правила игре.
- Лорд Ирвин је описивао Манипур као „Швајцарску Индије